# Ascogrammitis alan-smithii
Ascogrammitis alan-smithii là một loài dương xỉ trong họ Polypodiaceae. Loài này được A. Rojas Sundue mô tả khoa học đầu tiên năm 2010.